# Kö-Center
Das Kö-Center ist ein Büro- und Einkaufszentrum in Düsseldorf-Stadtmitte. Es liegt an der Ostseite der Königsallee, von der es die Kurzbezeichnung Kö übernahm, und an der Nordseite der Königstraße.

## Geschichte und Baubeschreibung

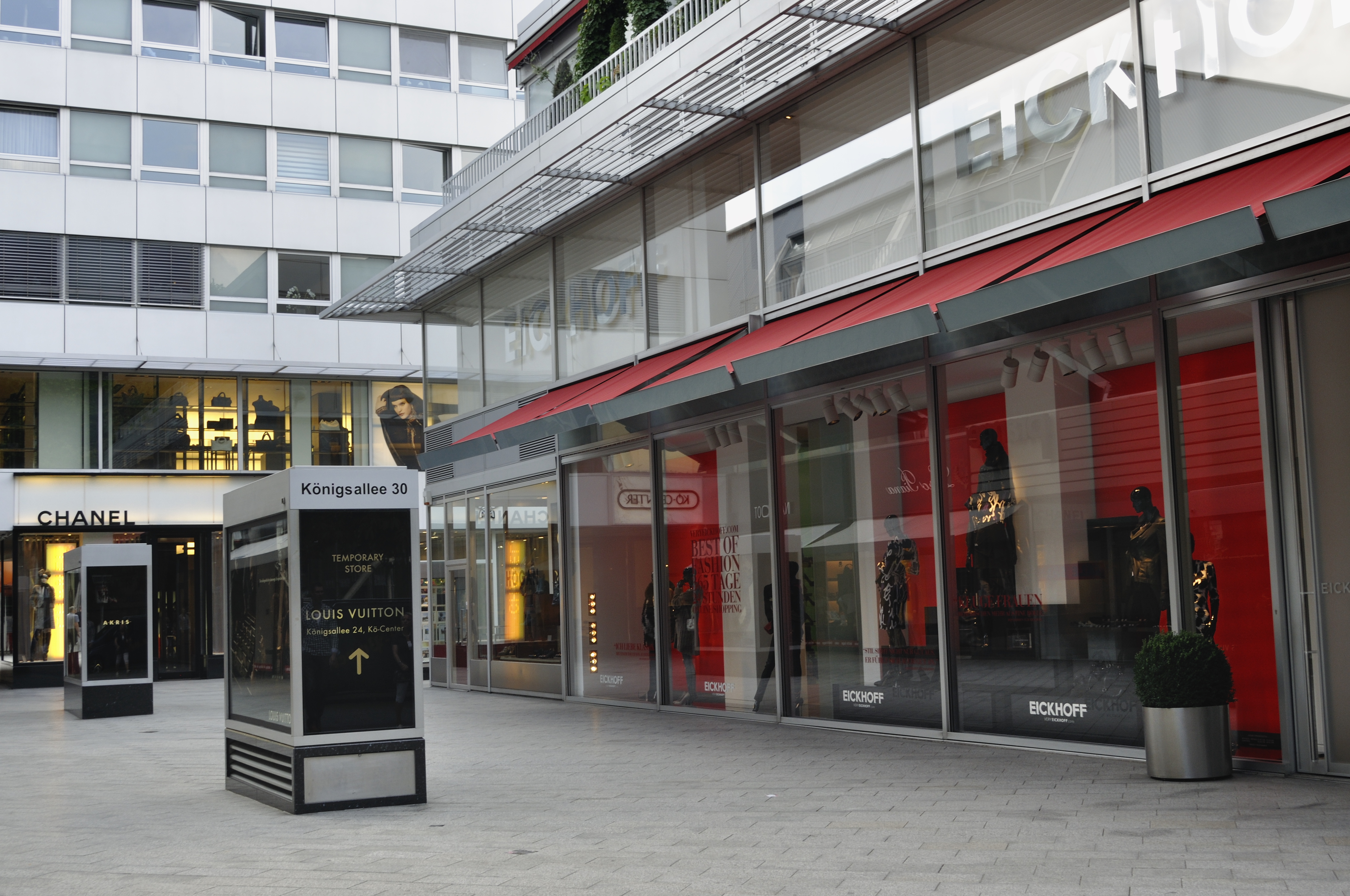
Passage des Kö-Centers an der Königsallee, hinten die Fassade des Bürohochhauses, rechts der markante Verkaufspavillon Ecke Königsallee/Königstraße mit Restaurant und umlaufender Terrasse im Dachgeschoss, 2010

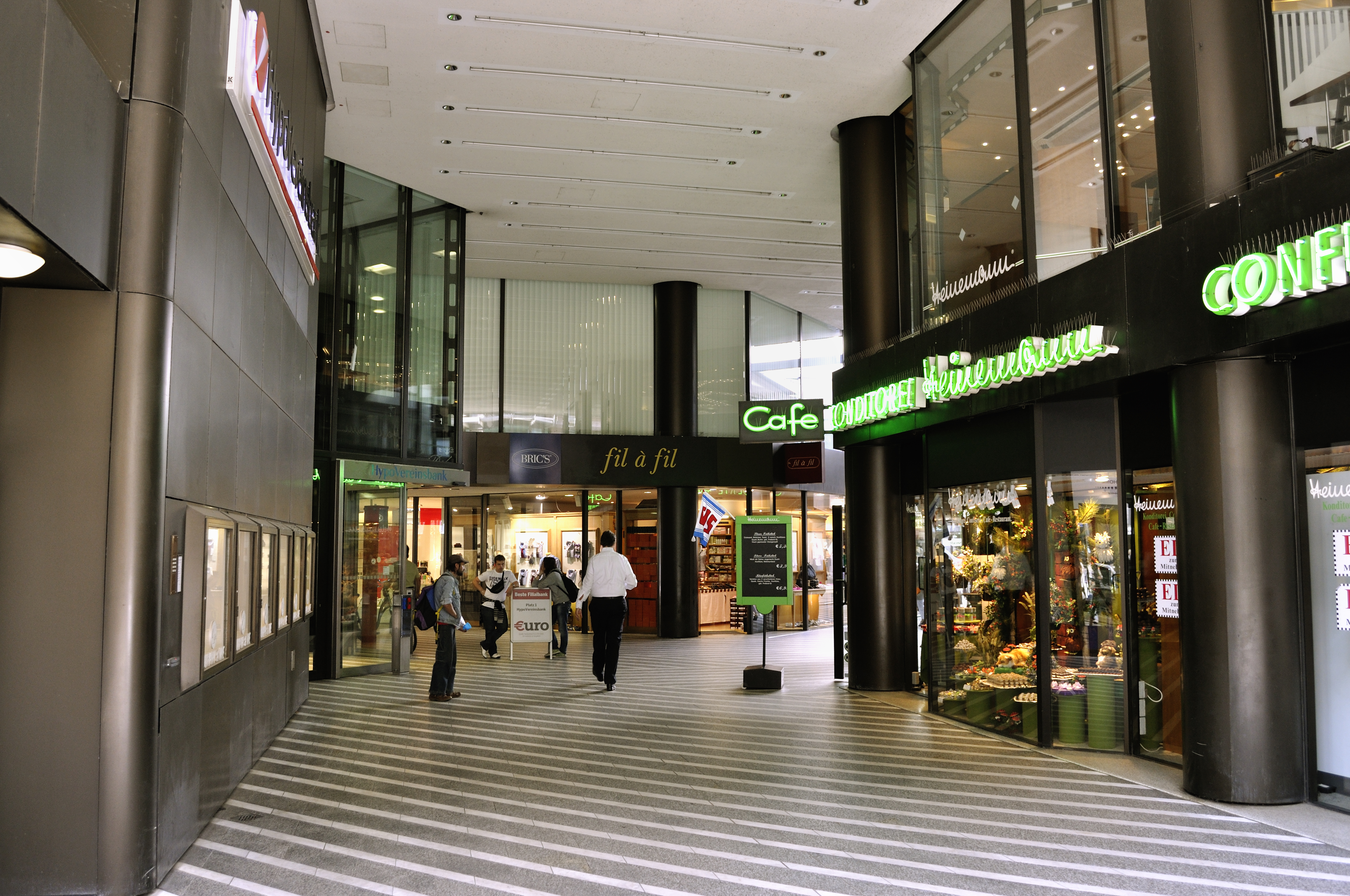
Passage des Kö-Centers an der Blumenstraße

Zusammen mit dem 1965 eröffneten Europa-Center in Berlin gehört das 1965 bis 1967 erbaute Kö-Center zu den frühen größeren innerstädtischen Einkaufszentren in Deutschland. Errichtet wurde es als Gebäudeensemble auf dem rund 5500 m² großen „Quantschen Trümmergrundstück“, das sich als Folge der Bombardierung Düsseldorfs im Zweiten Weltkrieg auf einem gründerzeitlichen Baublock zwischen Königsallee, Königstraße, Blumenstraße und Martin-Luther-Platz erstreckt hatte. Nach seiner Fertigstellung wurde es 1969 von der Rechtsvorgängerin der Deutschen Investitions- und Treuhand-Aktiengesellschaft (DIVAG) in einen geschlossenen Immobilienfonds übernommen.
Das am 15. August 1967 eröffnete Ensemble umfasst ein von den umgebenden Straßenzügen zurückgesetztes Hochhaus mit Arztpraxen und Büros in den oberen Geschossen sowie mehrere niedrigere Gebäude in Pavillonbauweise, die um offene Ladenpassagen zwischen der Königsallee, der Blumenstraße und der Königstraße gruppiert und in der funktionalistischen Formensprache der Zweiten Nachkriegsmoderne gestaltet sind. Kennzeichen der Architektur des Einkaufszentrums sind die Sonnenschutz-Lamellen, die oberhalb des ersten Obergeschosses als horizontal auskragende Konstruktionen die Glasfassaden umlaufen. Die Anlage ist der erste der „Passagen-Bauten“, die nach Fertigstellung der Berliner Allee und der dadurch bedingten Verkehrsentlastung der Königsallee an derselben gebaut wurden; 1974 folgte die Trinkaus-Galerie im Gebäude der Trinkaus-Bank, 1980 die WZ-Galerie im Girardethaus. An Königsallee, Königstraße und an den Passagen sind die zahlreichen Ladenlokale des Kö-Centers angeordnet. Sie verfügen über breite Schaufensterfronten und bieten großenteils unter Markennamen bekannte Luxusgüter an. In den Passagen befinden sich offene Treppenaufgänge, die den Zugang zu Gastronomiebetrieben im ersten und zweiten Obergeschoss der Gebäude und zu ihren Dachterrassen ermöglichen. Unter diesen Einrichtungen befand sich von 1983 bis 2014 die Diskothek Checker’s Club, in der 1987 Claudia Schiffer als Model entdeckt worden sein soll. In Richtung Blumenstraße und Martin-Luther-Platz sind die Passagen durch das 1968 bis 1970 errichtete Gebäude der Simonbank überbaut; an der Blumenstraße mündet der Hauptweg der Passagen an einem Übergang zu den 1994 eröffneten Schadow-Arkaden. Zur Königsallee hin ist die Passage zu einem Vorhof aufgeweitet, wo die Straßenkünstlerin Angelika Tampier bis im Jahr vor ihrem Tod als „stumme“ Hexe Angela Spook auftrat. Sie starb im Jahr 2020 im Alter von 66 Jahren, nachdem sie kurz zuvor noch ein Kinderbuch geschrieben und illustriert hatte.
Im Laufe der Zeit wurde der Gebäudekomplex des Kö-Centers mehrfach erneuert und ausgebaut. Der markante Verkaufspavillon an der Ecke Königsallee/Königstraße, in dem seit den 1980er Jahren das Geschäft von Albert Eickhoff Damenmoden präsentierte, ist seit 2014 für zehn Jahre an das Modehaus Dior vermietet. Im Juni 2015 wurde die Düsseldorfer Dior-Filiale nach einer aufwendigen Renovierung des Pavillons mit einer Innenarchitektur des New Yorker Architekten Peter Marino eröffnet. Nebenan, an der Königsallee 28, eröffnete 2024 ein Laden der Marke Louis Vuitton.